# Simonas Šatūnas

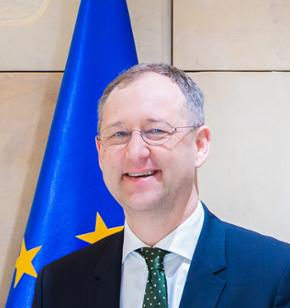
Simonas Šatūnas (2024)

Simonas Šatūnas (* 19. April 1977  in Vilnius) ist ein litauischer Diplomat.

## Leben
Nach dem Abitur 1995 an der Mittelschule absolvierte Šatūnas 1999 ein Bachelor- und 2001 das Masterstudium der Politik an der Vilniaus universitetas. 1998–1999 arbeitete er im Verteidigungsministerium Litauens und danach im Außenministerium Litauens sowie Energieministerium Litauens.  Von Januar 2017 bis 2018 war Šatūnas Stellvertreter des Energieministers Žygimantas Vaičiūnas im Kabinett Skvernelis. Bis Februar 2022 war er kommissarischer Leiter der litauischen EU-Botschaft. Dann war er Büroleiter beim Eurokommissar Virginijus Sinkevičius.
Seit 2024 ist er Vizeminister für Äußeres, Stellvertreter von Gabrielius Landsbergis am Außenministerium im  Kabinett Šimonytė, geleitet von Ingrida Šimonytė.
Šatūnas ist verheiratet und hat drei Kinder.